# Lila Ammons

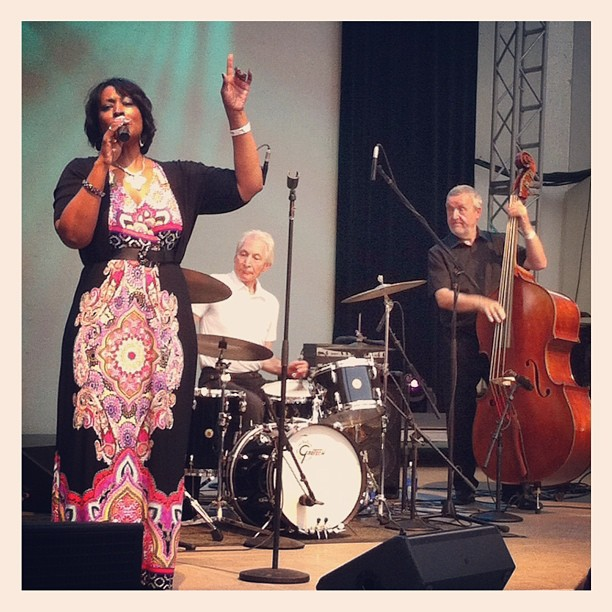
Lila Ammons (links) mit Charlie Watts und Dave Green (2012)

Lila Ammons (* 18. Mai 1958 in Chicago) ist eine US-amerikanische Jazz- und Bluessängerin, die zunächst als klassische Sängerin tätig war.

## Leben und Wirken
Ammons wuchs in Chicago in einer Familie von Musikliebhabern auf; ihre Geschwister spielten alle einmal ein Instrument. Sie ist die Enkelin von Albert Ammons und die Nichte von Gene Ammons. Von früh auf sang sie. Sie erhielt ferner klassischen Klavierunterricht. An der University of Michigan erwarb sie einen Bachelor in klassischer Gesangsdarbietung, um dann den Masterstudiengang an der Manhattan School of Music zu absolvieren. Von New York aus trat sie dann als klassischer Mezzosopran zwölf Jahre lang in den USA und Europa in Opern, Oratorien und Konzerten auf. Dann zog sie nach Minneapolis-St. Paul, um ihrer Familie näher zu sein. 1997 brach sie ihre Karriere in der Klassik ab. Nach einigen Jahren, in denen sie sich zunächst u. a. mit weniger lautem Singen und Mikrofontechniken vertraut machen musste, wandte sie sich dem Boogie Woogie und später dem Jazzgesang zu.
Anlässlich der Feierlichkeiten zum hundertsten Geburtstag ihres Großvaters im Jahr 2007, die sie mitorganisiert hatte, lernte Ammons den Pianisten Axel Zwingenberger kennen, mit dem sie seitdem regelmäßig in Europa und Amerika aufgetreten ist. 2008 veröffentlichte sie mit Zwingenberger das Album Lady Sings the Boogie Woogie bei Vagabond Records. Der Rezensent eines Online-Radiosenders beschrieb ihren Gesang als „eine der zartesten melodischen Stimmen mit einem exzellenten Farbumfang.“ 2009 trat sie mit der Band The ABC&D of Boogie Woogie in der BBC bei Jools Holland auf; 2011 und 2012 hatte sie weiterhin Auftritte mit dieser All-Star-Band. 2013 veröffentlichte Ammons ein zweites Album, The Nearness of You, dem 2019 ihr Album Genealogy folgte. Im mittleren Westen der USA trat sie mit ihrem Quintett und ihrem Trio auf; sie konzertierte auch bei Elbjazz, beim Twin Cities Jazz Festival, Freedom Jazz Festival, KBEM Winter Jazz Festival, Arts and All That Jazz Festival, dem Chicago Blues Festival und dem Cincinnati Blues and Boogie Woogie Festival.